# جرج واشینگتن (فیلم)
«جرج واشینگتن» (انگلیسی: George Washington (film)) فیلمی در ژانر درام به کارگردانی دیوید گوردون گرین است که در سال ۲۰۰۰ منتشر شد. از بازیگران آن می‌توان به پل اشنایدر اشاره کرد.